# Battalions of Fear
Battalions of Fear ist das Debütalbum der deutschen Metal-Band Blind Guardian. Es wurde im Oktober und November 1987 in den Karo Studios in Münster mit dem Produzenten Kalle Trapp aufgenommen und 1988 veröffentlicht.

## Entstehung
Nach den beiden Demoaufnahmen Symphonies of Doom und Battalions of Fear unter dem Namen Lucifer’s Heritage begann, nach der Umbenennung der Band in Blind Guardian und einigen Wechseln bei den Bandmitgliedern, die Arbeit an ihrem Debütalbum.
Alle Lieder wurden vom Gitarristen André Olbrich komponiert und getextet und wurden bereits auf den ersten Demos der Band veröffentlicht. Zu den neuen Liedern gehören lediglich „Guardian of the Blind“, „The Martyr“ und „By the Gates of Moria“. „Wizard’s Crown“ ist eine neue Version des Liedes „Halloween“ vom Symphonies of Doom-Demo, der Rest stammt vom Battalions of Fear-Demo. Sämtliche Songs wurden allerdings neu eingespielt.
Die Songs verschwanden allerdings nach den Nachfolgealben recht schnell aus dem Liveprogramm der Band; lediglich „Majesty“ wurde später noch regelmäßig gespielt und ist auch auf dem Livealbum Tokyo Tales aus dem Jahr 1993 zu hören.

## Musikstil
Von Stil her besteht das Album aus rohen Speed-Metal-Songs, die teilweise auch dem Thrash Metal zugeordnet werden können. An sich haben die Lieder alle ein schnelles Tempo, das selten unterbrochen wird und überwiegend von Riffs und melodischen Abschnitten geprägt wird. Im Lied „By the Gates of Moria“ wird schließlich das Thema der 9. Sinfonie Aus der Neuen Welt von Antonín Dvořák zitiert. Als weiteres Zitat kann das Intro zu „Majesty“ gewertet werden, bei dem im Klang einer Drehorgel eine an den Walzer An der schönen blauen Donau von Johann Strauss angelehnte Melodie gespielt wird.
Die Texte sind im typischen Stil der Band gehalten und beziehen sich auf verschiedene Themen. Die Lieder „Majesty“, „By the Gates of Moria“ und der CD-Bonus „Gandalf’s Rebirth“ beziehen sich auf J. R. R. Tolkiens Werk Der Herr der Ringe. „The Martyr“ handelt vom Leidensweg Jesu und „Guardian of the Blind“ beschäftigt sich mit Stephen Kings Roman Es. Mit „Trial by the Archon“, „By the Gates of Moria“ und „Gandalf’s Rebirth“ sind drei Instrumental-Songs auf dem Album.

## Titelliste

### Erstveröffentlichung
1. Majesty – 7:31
2. Guardian of the Blind – 5:12
3. Trial by the Archon – 1:45 (Instrumental)
4. Wizard’s Crown – 3:50
5. Run for the Night – 3:36
6. The Martyr – 6:16
7. Battalions of Fear – 6:09
8. By the Gates of Moria – 2:53 (Instrumental)
9. Gandalf’s Rebirth – 2:10 (Instrumental; CD-Bonustrack)

### Wiederveröffentlichung 2007
2007 wurde Battalions of Fear wiederveröffentlicht. Das Album wurde von Charlie Bauerfeind digital restauriert („remastered“) und mit dem Symphonies of Doom-Demo bestückt. Des Weiteren enthält die neue Version sämtliche Texte des Albums. Diese waren vorher nur bei der Vinyl-Version des Albums und auf einer seltenen CD-Pressung von No Remorse Records abgedruckt.
1. Brian (Demo Version) – 2:53
2. Halloween (Demo Version) – 3:38
3. Lucifer’s Heritage (Demo Version) – 5:00
4. Symphonies of Doom (Demo Version) – 4:24
5. Dead of the Night (Demo Version) – 3:45